# Antonio Stefano Benni
Antonio Stefano Benni (Cuneo, 18 aprile 1880 – Losanna, 27 dicembre 1945) è stato un dirigente d'azienda e politico italiano.

## Biografia
Il padre, funzionario all'Intendenza di finanza, morì poco prima della sua nascita. L'infanzia e l'adolescenza di Benni trascorsero fra disagi e ristrettezze dapprima a Cuneo, fino al 1883, e poi a Milano. Nel 1894, costretto dalle necessità familiari ad interrompere gli studi, entrò come apprendista nell'officina che apparteneva a Ercole Marelli.
La Marelli produceva piccole apparecchiature elettriche e meccaniche, e dal 1896 intraprense la strada della specializzazione produttiva con la fabbricazione di ventilatori elettrici. Questa scelta decretò il successo dell'azienda e la sua veloce crescita dimensionale: Marelli era responsabile degli aspetti tecnici della produzione, mentre il giovane Benni si fece presto carico della direzione organizzativa e commerciale. Allo scopo di assicurarsi un vasto mercato e creare una efficiente rete di rappresentanze, a partire dal 1900 compì numerosi viaggi in Europa e nell'America Latina.
In pochi anni le vendite della Marelli crebbero considerevolmente sul mercato interno e su quelli esteri e nel 1905 Marelli e Benni decisero di abbandonare l'officina cittadina per progettare e costruire, in sette mesi, un grande stabilimento a Sesto San Giovanni (Milano). Il conflitto mondiale determinò un ulteriore incremento nelle attività della Marelli la quale, nel 1915, avviò la produzione di magneti. Nel 1919 Benni, insieme a Marelli e a Giovanni Agnelli, costituì la Fabbrica Italiana Magneti Marelli (FIMM), il cui capitale fu versato in parti uguali dalla Fiat e dalla Marelli.
Nel 1922 morì Ercole Marelli e gli subentrò nella proprietà il figlio Fermo. A quella data Benni possedeva rilevanti partecipazioni sia nella Marelli sia nelle consociate italiane e nelle filiali estere della stessa. La sua prima carica di grande spicco fu la presidenza della società di cui era stato cofondatore: mantenne la carica dal 1922 al 1935, quando subentrò Fermo Marelli. In seguito coprì diversi incarichi di prestigio in banche, aziende e società prestigiose. Nel primo dopoguerra fu nominato cavaliere del lavoro. Membro del Consiglio superiore dell'Economia e del Lavoro, a partire dal 1921 divenne Deputato del Regno d'Italia.
Nel 1922, durante l'ascesa del partito fascista, cercò di convincere senza successo Benito Mussolini ad entrare a far parte di un eventuale governo guidato da Antonio Salandra, che avrebbe dovuto sfidare quello di Giovanni Giolitti alle imminenti elezioni, ma il piano saltò con l'attuazione della Marcia su Roma. Nel 1923 venne chiamato alla presidenza di Confindustria, ruolo che lasciò ad Alberto Pirelli nel 1934: sotto il suo mandato nasce il logo della ruota dentata sovrastata dall'aquila, che ancora oggi, ammodernata, rappresenta l'associazione. In quegli stessi anni fu anche nel consiglio di amministrazione dell'Istituto italiano per il Medio ed Estremo Oriente.
Sempre nel 1923 partecipò alla campagna politica di Mussolini portata avanti dagli industriali, che si autotassarono in misura del 2 per mille del capitale delle loro società per favorire le operazioni propagandistiche del nascente regime; anche per questa operazione il suo nome risultò poi nel listone dei deputati fascisti eletto nel 1924. Il 20 novembre 1923, fu tra i soci fondatori del Rotary Club di Milano, il primo in Italia, a quel tempo decisamente esclusivo: con lui erano soci alcuni dei grandissimi nomi dell'industria italiana, come Giuseppe Belluzzo, Silvio Crespi, Guido Donegani, Enrico Falck, Arnoldo Mondadori, Giacinto Motta, Arnaldo Mussolini, Ugo Ojetti, Alberto Pirelli.
In seguito, con la fondazione del capitolo torinese, anche Giovanni ed Edoardo Agnelli entrarono nel club: Benni aveva già avuto contatti con gli Agnelli ai tempi della Marelli, quando con un'operazione congiunta aveva occupato, insieme a Fiat, l'80% del mercato italiano delle valvole termoioniche usate nelle radio. Nel 1924, nell'ambito del suo incarico presidenziale dell'associazione industriali, operò con Gino Olivetti, Alberto Pirelli ed Ettore Conti di Verampio per richiedere al neonato governo fascista di intraprendere un'opera di normalizzazione che riportasse a riconoscere la libertà di associazione sindacale senza connotati politici.
Tuttavia l'anno precedente Confindustria sotto la sua guida aveva riconosciuto al sindacato fascista il ruolo di contraente preferito nel processo di stipula dei contratti collettivi. Nel 1929 successe al conte Secondo Frola alla guida del Comitato per la costruzione dell'autostrada Milano-Torino: Benni, allora presidente di ben 16 società, pur con grande abbondanza di fondi non poté impedire che i lavori si bloccassero. Nello stesso anno venne incluso nuovamente nella lista fascista che venne eletta con plebiscito popolare.
(A.S. Benni, in un intervento presso il Gran Consiglio del Fascismo, 1929)
Nel 1932 l'intervento di Benni e di Gino Olivetti fu decisivo per far rientrare una potenziale crisi tra l'esaltato gerarca e segretario del partito fascista Achille Starace e Giacinto Motta, il presidente della Edison, la più importante società energetica dell'epoca. Benni era in buoni rapporti con Motta, tanto da avergli fatto ottenere nel 1930 il titolo di Commendatore e la placca dell'Ordine di S. Gregorio Magno. Motta era entrato in contrasto con il preside della provincia di Milano, Jenner Mataloni, da cui era stato addirittura sfidato a duello: quest'ultimo si era rivolto a Starace, per sollecitare delle scuse o una riparazione dall'industriale, che si trovava in una posizione evidentemente di maggior potere e intendeva rifiutare la sfida per l'età avanzata e per convinzione ideologica (il fatto che fosse illecita, poco impensieriva il lombardo uomo d'onore).
Starace mise pressioni su Motta, che rispose in modo netto di non esser fascista e di non prender ordini da un uomo di partito. La situazione degenerò, finché l'intercessione di Benni e Olivetti non calmò Starace, uomo per nulla nuovo a simili manifestazioni grottesche e tragicomiche
. A partire dal 24 gennaio del 1935, Benni ricoprì la carica di Ministro delle Comunicazioni su incarico del governo fascista di Benito Mussolini. Benni rimase in quel ruolo fino al 31 ottobre 1939.
Negli ultimi anni della sua vita ridusse considerevolmente l'attività politica. Dopo l'8 settembre si rifiutò di aderire alla Repubblica Sociale Italiana ed anzi, nella notte del 20 agosto 1944, mentre si trovava a Stresa, fu arrestato insieme con la moglie da agenti fascisti agli ordini del prefetto di Novara. Condotto nel locale municipio, fu brutalmente malmenato, quindi rinchiuso nelle carceri del castello di Novara. Benni dichiarò di non aver mai conosciuto esattamente il motivo del suo arresto; ritenne tuttavia che si volesse costringerlo a dare la sua adesione alla Repubblica fascista. Fu liberato dopo circa un mese.
Il 27 aprile del 1945 il Comitato di Liberazione Nazionale Alta Italia (C.L.N.A.I.), trasmettendo dai microfoni di Radio Milano Libertà, incluse il suo nome tra le Ordinanze di Arresto emesse con il suo primo decreto esecutivo. Per sottrarsi tanto alle persecuzioni degli agenti fascisti quanto alle minacce dei partigiani antifascisti, Benni emigrò in Svizzera prima della fine del conflitto. Morì a Losanna il 27 dicembre 1945. Rientrò a Milano per essere tumulato nell'edicola familiare, nella zona detta Necropoli del Cimitero Monumentale di Milano

## Archivio
La documentazione prodotta da Antonio Stefano Benni durante il periodo della sua attività nell'azienda di cui è stato co-fondatore (1922-1935) è conservata nel fondo Ercole Marelli della Fondazione ISEC. Istituto per la storia dell'età contemporanea.